# Баталов, Амандык Габбасович
Аманды́к Габба́сович Бата́лов (каз. Амандық Ғаббасұлы Баталов; род. 22 ноября 1952, Нукус) — казахстанский политический деятель, бывший аким Алматинской области 2014—2021 гг.

## Биография
Родился 22 ноября 1952 года в городе Нукус (ныне Узбекистан). Происходит из рода канжыгалы племени аргын. Окончил в 1975 году Джамбульский гидромелиоративный строительный институт, квалификация «инженер-гидротехник».
1981—1985 годы — старший прораб, главный инженер, начальник СМУ-37 треста «Алмаатаотделстрой».
1985—1987 годы — инструктор Ленинского райкома КПСС, секретарь обкома профсоюза рабочих строительства и промстройматериалов, инструктор отдела строительства и городского хозяйства Алматинского горкома КПСС.
1987—1989 гг. — председатель обкома профсоюза рабочих строительства и промстройматериалов.
1989—1991 гг. — ведущий специалист, главный специалист отдела строительства, промышленности строительных материалов Управления Делами Совета Министров Казахской ССР.
1991—1992 гг. — референт отдела строительства, промышленности строительных материалов аппарата президента Казахской ССР.
1992 г. — вице-президент концерна «Строительная индустрия и технология».
1992—1994 гг. — заместитель, первый заместитель главы администрации Калининского района города Алматы.
1994—1995 гг. — глава Ленинской районной администрации.
1995—2001 гг. — аким Жетысуского района города Алматы.
Июнь 2001 — апрель 2008 года — заместитель акима Алматинской области.
Апрель 2008 — август 2014 года — первый заместитель акима Алматинской области
Август 2014 — ноябрь 2021 года — аким Алматинской области.
В 2016 году выдвигался в качестве кандидата в депутаты Мажилиса Парламента Казахстана по партийному списку партии «Нур Отан».
Также с 2001 года является президентом Федерации волейбола города Алматы и Алматинской области. Мастер спорта по волейболу. С июня 2008 года — член совета директоров АО "Национальная компания "Социально-предпринимательская корпорация «Жетысу», с декабря 2014 года — председатель совета директоров АО "НК "СПК «Жетысу». С апреля 2017 года — член Национальной комиссии по реализации программы модернизации общественного сознания при Президенте Республики Казахстан.

## Награды, звания
- Орден «Курмет» (2008)
- Орден «Парасат» (2014)
- Орден «Первый Президент Республики Казахстан — Лидер Нации Нурсултан Назарбаев» (2020)[4]
- Медаль «Астана» (1998)
- Медаль «10 лет независимости Республики Казахстан» (2001)
- Знак «Почётный деятель спорта Республики Казахстан»
- Звание «Академик международной Академии информатизации»

## Личная жизнь
Супруга: Багда Утегуловна Баталова (Бектурганова).
- Дети: Саёра (1977), Адильбек (1982), Исламбек (1994).
- Брат: Баталов, Амангали Габбасович, известный сотрудник спецподразделения «Арыстан» Комитета национальной безопасности РК, полковник[5]